# MF Nordhordland

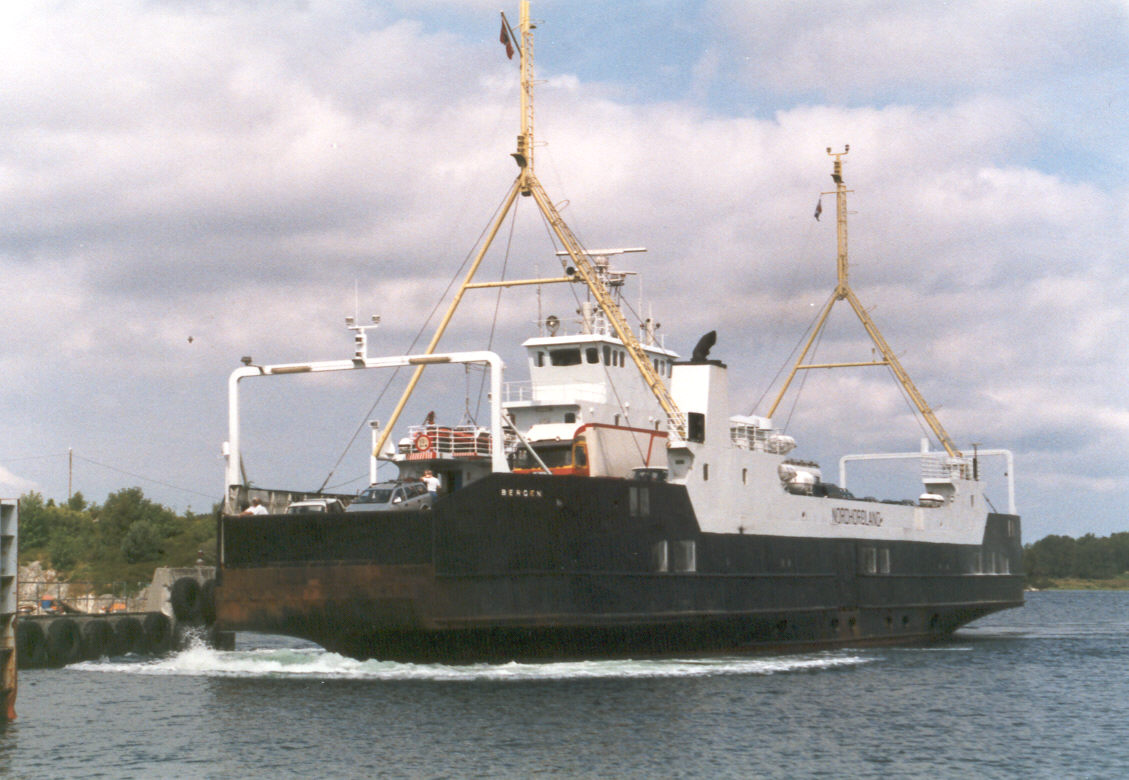
MF Nordhordland.

MF Nordhordland är en bilfärja byggd år 1976 för Bergen-Norhordaland Rutelag (BNR). Skeppet seglade linjen Steinestø - Knarvik i flera år, senare överförd till Valestrandsfossen - Breistein. De sista åren åren i ordinär ruta seglade hon sträckan Leirvåg - Sløvåg.

## Teknisk information
- Byggår: 1976
- Byggplats: Leirvik
- Brutto registerton: 1220
- Längd: 66 meter
- Fart: 12 knop

## Historia
- 1976: Levererad till BNR
- 2002: Övertagen av HSD Sjø AS
- 2003: Såld till Red Funnel Group, Southampton och omdöpt till Bergen Castle.